# Atelstano d'Inghilterra
Atelstano (in inglese antico Aðelstan o Æðelstan; Regno del Wessex, 894 circa – Gloucester, 27 ottobre 939) è stato un sovrano inglese, il primo ad usare il titolo di Re di Gran Bretagna, ufficialmente Rex Totius Britanniae in latino.

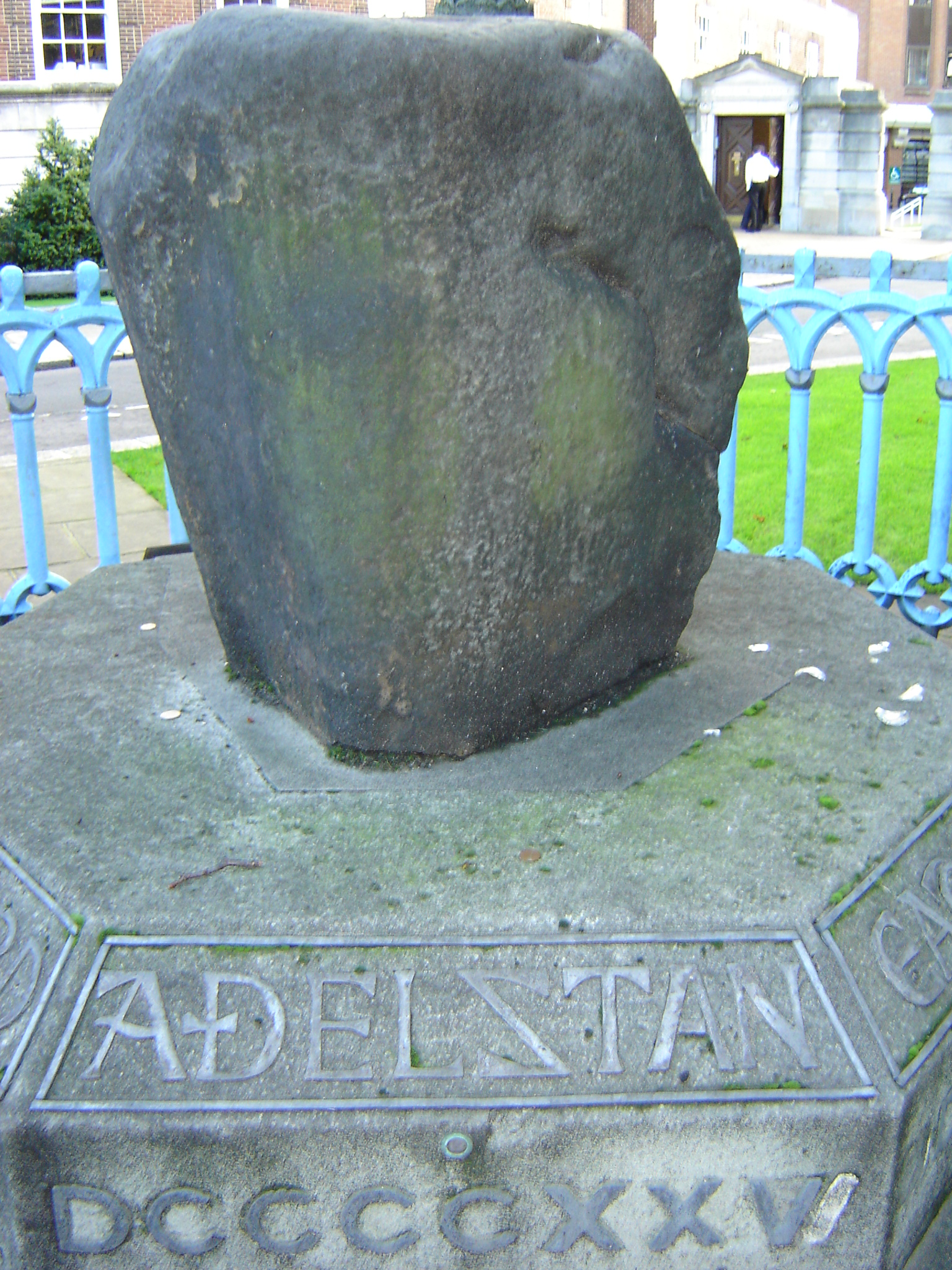
La Pietra dell'incoronazione a Kingston upon Thames.

Figlio di re Edoardo il Vecchio, gli succedette come governante di gran parte dell'Inghilterra il 2 agosto 924, dopo un brevissimo regno del fratellastro Ethelweard. Sua zia era Ethelfleda, "Signora dei Merciani" dal 911 al 918. Il nonno di Atelstano, invece, era Alfredo il Grande del Wessex.

## Contesto storico

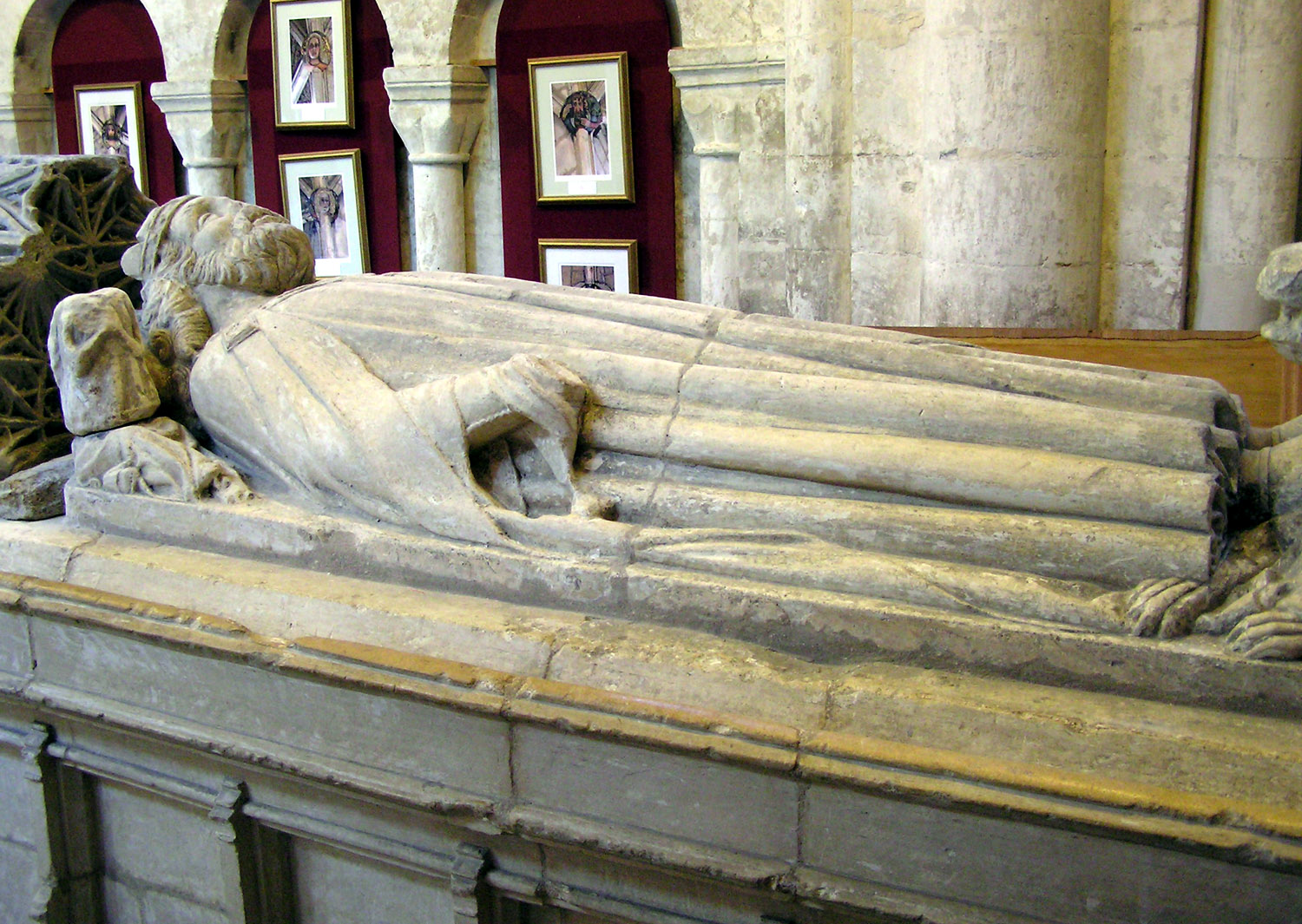
Tomba di Atelstano

Tra l'VIII secolo e il IX secolo, tra i molti regni del primo periodo anglosassone, si erano consolidati in quattro: Wessex, Mercia, Northumbria e Anglia orientale. Nell'VIII secolo, Mercia era stato il regno più potente dell'Inghilterra meridionale, ma all'inizio del IX secolo, Il Wessex divenne dominante sotto il trisnonno di Atelstano, Egbert. Verso la metà del secolo, l'Inghilterra subì diversi attacchi sempre più violenti dai vichinghi, finendo con l'invasione della Grande armata danese nel 865. Nell'878, i Vichinghi avevano invaso l'Anglia orientale, la Northumbria e la Mercia e conquistarono parzialmente il Wessex. I sassoni occidentali combatterono sotto il comando di Alfredo il Grande e ottennero una vittoria decisiva nella battaglia di Ethandun. Alfredo e il leader dei Vichinghi Guthrum stabilirono un accordo che diede ad Alfredo la Mercia occidentale, mentre la Mercia orientale fu incorporata nell'Anglia orientale vichinga. Nell'890, i nuovi attacchi vichinghi furono combattuti con successo da Alfredo, aiutato da suo figlio Edoardo e Earl Aethelred di Mercia. Aethelred governò Mercia sotto il comando di Alfredo e si sposò con sua figlia Ethelfleda. Alfredo morì nell'899 e gli succedette Edoardo. Aethelwald, figlio del prozio Etelredo I del Wessex, fece un'offerta per il potere, ma fu ucciso nella battaglia di Holme nel 902.
Si sa poco della guerra tra inglesi e danesi degli anni successivi. Nel 909 Edoardo inviò un esercito del Wessex e della Mercia occidentale per devastare la Northumbria. L'anno seguente i danesi della Northumbria attaccarono la Mercia ma subirono una decisiva sconfitta nella battaglia di Tettenhall. Aethelred morì nel 911 e fu succeduto come governatore della Mercia dalla sua vedova Ethelfleda. Nel decennio successivo, Edoardo e Ethelfleda conquistarono la Mercia Vichinga e l'Anglia orientale. Ethelfleda morì nel 918 e fu brevemente succeduta da sua figlia Aelfwynn ma nello stesso anno Edoardo la spodestò e prese il controllo diretto della Mercia.
Quando Edoardo morì nel 924, Ethelweard (fratellastro minore di Atelstano ma preferito dal padre) fu proclamato re degli anglosassoni ma dopo soli 16 giorni di regno morì; il 4 settembre 925 Atelstano fu proclamato re.
Costantino II governò la Scozia, tranne il sud-ovest, che era il regno britannico di Strathclyde. Il Galles era diviso in diversi piccoli regni, tra cui Deheubarth nel sud-ovest, Gwent nel sud-est, Brycheiniog immediatamente a nord di Gwent e Gwynedd nel nord.

## Giovinezza
Secondo Guglielmo di Malmesbury, Atelstano aveva trent'anni quando salì al trono nel 924, il che significherebbe che era nato intorno all'894. Era il figlio maggiore di Edoardo il Vecchio e anche il più alto. Era l'unico figlio di Edoardo dalla sua prima consorte, Ecgwynn. Si sa molto poco di Ecgwynn e non viene nominata in nessuna fonte prima della conquista normanna dell'Inghilterra. I cronisti medievali non sono d'accordo sul suo rango e alcuni la descrivevano come una grande nobile, altri come una consorte ignobile.
Edoardo sposò la sua seconda moglie, Elfleda, all'incirca al tempo della morte di suo padre, probabilmente perché Ecgwynn era morta o perché era stata messa da parte. Il nuovo matrimonio indebolì la posizione di Atelstano, in quanto la sua matrigna favoriva naturalmente gli interessi dei suoi figli, Ethelweard ed Edwin e di conseguenza, quando Edoardo morì nel 924, Ethelweard fu proclamato re ma dopo soli 16 giorni di regno morì. Atelstano dopo la morte di Ethelweard aveva ancora difficoltà a ottenere l'accettazione nel Wessex, e non fu incoronato re degli anglosassoni fino al 4 settembre 925.

## Regno

### La lotta per il potere
Edoardo morì a Farndon nel nord di Mercia il 17 luglio 924, e gli eventi che ne conseguono non sono chiari. Edoardo quando morì divise il regno in due parti: Regno del Wessex e Regno di Mercia, e probabilmente il popolo scelse come re del Wessex, Ethelweard, primogenito di Edoardo da Elfeda, e come re di Mercia, Atelstano, primogenito di Edoardo da Ecgwynn. Probabilmente, è per questo che motivo che Edoardo, nel 918, spodestò Aelfwynn dalla Mercia. Tuttavia, Ethelweard sopravvisse dopo suo padre per soli sedici giorni, interrompendo qualsiasi piano di successione.
Anche dopo la morte di Ethelweard, sembra esserci stata un'opposizione ad Atelstano nel Wessex, in particolare a Winchester, dove Ethelweard fu sepolto.
L'incoronazione di Atelstano avvenne il 4 settembre 925 a Kingston upon Thames, forse a causa della sua posizione simbolica al confine tra Wessex e Mercia. Fu incoronato dall'arcivescovo di Canterbury, Athelm, che probabilmente organizzò un nuovo ordo (ordine religioso di servizio) in cui il re indossava per la prima volta una corona invece di un elmo.
L'opposizione sembra essere continuata anche dopo l'incoronazione. Secondo Guglielmo di Malmesbury, un nobile altrimenti sconosciuto, chiamato Alfred, complottò per accecare Atelstano a causa della sua presunta illegittimità, anche se non si sa se volesse diventare re o agiva per conto di Edwin, il fratello minore di Ethelweard. Accecare sarebbe stata una disabilità sufficiente a rendere Atelstano non ammissibile per la regalità senza incorrere all'omicidio. Inoltre, le tensioni tra Atelstano e Winchester sembrano aver continuato per alcuni anni. Infatti il vescovo di Winchester, Frithestan, non partecipò all'incoronazione né testimoniò alcuna delle carte conosciute di Atelstano fino al 928.
Nel 933 Edwin annegò nel Mare del Nord in circostanze non chiare. Suo cugino, Adalolfo portò il suo corpo per la sepoltura all'abbazia di San Bertino a Saint-Omer. Gli storici pensano che Edwin potrebbe essere fuggito dall'Inghilterra dopo una ribellione senza successo contro il dominio di suo fratello, e la sua morte probabilmente ha contribuito a mettere fine all'opposizione di Winchester.

### Primo Re dell'Inghilterra unificata

I regni britannici all'inizio del X secolo

Edoardo il Vecchio aveva conquistato i territori danesi in Mercia e nell'Anglia orientale con l'assistenza di Ethelfleda e suo marito, ma quando Edoardo morì, il re danese Sitric continuò a governare il regno vichingo di Jórvík (York). Nel gennaio 926, Atelstano fece in modo che una delle sue sorelle sposasse Sitric e i due re accettarono di non invadere i territori l'uno dell'altro. L'anno seguente Sitric morì e Atelstano afferrò l'opportunità per invadere i vichinghi. Guthfrith, un cugino di Sitric, guidò una flotta da Dublino per provare a salire sul trono, ma Atelstano prevalse facilmente su di lui. Atelstano invase York e ricevette la presentazione del popolo danese. I re del sud non avevano mai governato il nord prima di allora, e l'usurpazione di Atelstano fu accolta con indignazione dai Northumbriani, che avevano sempre resistito alla tentazione del controllo del sud. Tuttavia, a Eamont, vicino a Penrith, il 12 luglio 927, il re Costantino di Scozia, il re Hywel Dda, Ealdred I di Bernicia, e il re Eógan I di Strathclyde accettarono la sovranità di Atelstano. Il suo trionfo portò a sette anni di pace nel nord.
Atelstano fu il primo re inglese a conquistare la signoria del nord ed ereditò la sua supremazia sui re gallesi da suo padre. Nel primo decennio del X secolo, il regno del Gwent accettò il dominio da parte del Wessex, e Deheubarth e Gwynedd accettarono quella della Mercia; dopo l'acquisizione di Mercia da parte di Edoardo, trasferirono la loro fedeltà a lui. Secondo Guglielmo di Malmesbury, dopo l'incontro a Eamont, Atelstano convocò i re gallesi a Hereford, dove impose un pesante tributo annuale e stabilì il confine tra Inghilterra e Galles nella zona di Hereford, sul fiume Wye. La figura dominante in Galles era Hywel Dda, descritto dallo storico del Galles Thomas Charles-Edwards come "il più solido alleato degli 'imperatori della Britannia' tra tutti i re del suo tempo". I re gallesi parteciparono alla corte di Atelstano tra il 928 e il 935 e questo ha prodotto la pace tra il Galles e l'Inghilterra.
Secondo Guglielmo di Malmesbury, dopo l'incontro di Hereford, Atelstano continuò ad espellere i cornici da Eexter, a fortificare le sue mura e a fissare il confine della Cornovaglia al fiume Tamar e questo è stato considerato dagli storici come un comportamento scettico, poiché la Cornovaglia era sotto il dominio inglese sin dalla metà del IX secolo. Atelstano accentuò il suo controllo istituendo una nuova sede della Cornovaglia e nominando il suo primo vescovo, ma la Cornovaglia mantenne la propria cultura e lingua.
Atelstano divenne il primo re di tutti i popoli anglosassoni, e in effetti il signore della Gran Bretagna. I suoi successi inaugurarono quello che John Maddicott, nella sua storia delle origini del Parlamento inglese, chiama la fase imperiale della regalità inglese tra il 925 e il 975, quando i sovrani del Galles e della Scozia iniziarono a frequentare le assemblee dei re inglesi. Atelstano, inoltre, cercò di riconciliare l'aristocrazia nel suo nuovo territorio della Northumbria, elargì doni alle cattedrali di Beverly, Chester-le-Street e York, sottolineando il suo cristianesimo, e comprò anche il vasto territorio di Amounderness nel Lancashire e lo diede all'arcivescovo di York, il suo più importante luogotenente della regione. In tutto ciò, Atelstano rimase un estraneo non gradito nel nord infatti, rispetto al suo forte controllo sulla Gran Bretagna meridionale, la sua posizione nel settentrione era molto più debole.

### Ultimi anni e morte
Non avendo avuto figli propri, adottò Haakon il Buono, che in seguito divenne re di Norvegia. Atelstano morì nel 939 a Gloucester e gli succedette il fratellastro minore, Edmondo I d'Inghilterra.
Dopo la sua morte, nel 939, i Vichinghi presero il controllo di York che fu riconquistata solo il 954.

## Ascendenza
|                      |   |                 | Genitori       |  |  | Nonni |  |  | Bisnonni             |  |  | Trisnonni          |  |
|                      |   |                 |                |  |  |       |  |  | Etelvulfo del Wessex |  |  | Egberto del Wessex |  |
|                      |   |                 |                |  |  |       |  |  | Etelvulfo del Wessex |  |  | Egberto del Wessex |  |
|                      |   | …               |                |  |  |       |  |  | Etelvulfo del Wessex |  |  |                    |  |
| Alfredo il Grande    |   |                 |                |  |  |       |  |  | Etelvulfo del Wessex |  |  |                    |  |
|                      |   | Osburga         | Oslac di Wight |  |  |       |  |  |                      |  |  |                    |  |
|                      |   | Osburga         | Oslac di Wight |  |  |       |  |  |                      |  |  |                    |  |
|                      |   | Osburga         | …              |  |  |       |  |  |                      |  |  |                    |  |
| Edoardo il Vecchio   |   | Osburga         |                |  |  |       |  |  |                      |  |  |                    |  |
|                      |   | Aethelred Mucil | …              |  |  |       |  |  |                      |  |  |                    |  |
|                      |   | Aethelred Mucil | …              |  |  |       |  |  |                      |  |  |                    |  |
|                      |   | Aethelred Mucil | …              |  |  |       |  |  |                      |  |  |                    |  |
| Ealhswith            |   | Aethelred Mucil |                |  |  |       |  |  |                      |  |  |                    |  |
|                      |   | Eadburh         | …              |  |  |       |  |  |                      |  |  |                    |  |
|                      |   | Eadburh         | …              |  |  |       |  |  |                      |  |  |                    |  |
|                      |   | Eadburh         | …              |  |  |       |  |  |                      |  |  |                    |  |
| Atelstano del Wessex |   | Eadburh         |                |  |  |       |  |  |                      |  |  |                    |  |
|                      | … | …               |                |  |  |       |  |  |                      |  |  |                    |  |
|                      | … | …               |                |  |  |       |  |  |                      |  |  |                    |  |
|                      | … | …               |                |  |  |       |  |  |                      |  |  |                    |  |
| …                    | … |                 |                |  |  |       |  |  |                      |  |  |                    |  |
|                      |   | …               | …              |  |  |       |  |  |                      |  |  |                    |  |
|                      |   | …               | …              |  |  |       |  |  |                      |  |  |                    |  |
|                      |   | …               | …              |  |  |       |  |  |                      |  |  |                    |  |
| Ecgwynn              |   | …               |                |  |  |       |  |  |                      |  |  |                    |  |
|                      |   | …               | …              |  |  |       |  |  |                      |  |  |                    |  |
|                      |   | …               | …              |  |  |       |  |  |                      |  |  |                    |  |
|                      |   | …               | …              |  |  |       |  |  |                      |  |  |                    |  |
| …                    |   | …               |                |  |  |       |  |  |                      |  |  |                    |  |
|                      |   | …               | …              |  |  |       |  |  |                      |  |  |                    |  |
|                      |   | …               | …              |  |  |       |  |  |                      |  |  |                    |  |
|                      |   | …               | …              |  |  |       |  |  |                      |  |  |                    |  |
|                      |   | …               |                |  |  |       |  |  |                      |  |  |                    |  |